# Elaphidion pusillum
Elaphidion pusillum är en skalbaggsart som beskrevs av Samuel Stehman Haldeman 1847. Elaphidion pusillum ingår i släktet Elaphidion och familjen långhorningar. Inga underarter finns listade i Catalogue of Life.